# Trkusów
Trkusów – wieś w Polsce położona w województwie wielkopolskim, w powiecie ostrowskim, w gminie Nowe Skalmierzyce, ok. 5 km od Nowych Skalmierzyc, ok. 8 km od Kalisza.

## Przynależność administracyjna
Pod koniec XVI wieku miejscowość przynależała administracyjnie do powiatu kaliskiego województwa kaliskiego. Przed rokiem 1887 do powiatu odolanowskiego. W latach 1975–1998 do województwa kaliskiego, a w latach 1887–1975 i od 1999 do powiatu ostrowskiego.

## Historia
Wymieniany w źródłach od 1301 roku jako Trecusow. Na początku XVII wieku Trkusów był własnością kościelną (arcybiskupa gnieźnieńskiego) i zaliczał się do dużych wsi regionu (14 łanów). Według Słownika geograficznego Królestwa Polskiego z 1892 roku wieś liczyła 182 mieszkańców (171 katolików, 7 protestantów, 4 Żydów).

## Komunikacja publiczna
Dojazd autobusami Kaliskich Linii Autobusowych, linia podmiejska nr 17 (Kalisz – Trkusów – Kotowiecko).